# Philibert Monet
Philibert Monet (* 1566 in Bonneville; † 31. März 1643 in Lyon) war ein französischer Jesuit, Altphilologe, Romanist und Lexikograf.

## Leben und Werk
Monet trat 1591 in den Jesuitenorden ein und wurde Präfekt am Collège de la Trinité (heute: Collège-lycée Ampère) in Lyon. Er publizierte französisch-lateinische Wörterbücher, die, mangels einsprachiger Wörterbücher des Französischen zu dieser Zeit, auch in deren Funktion benutzt wurden.
Monet bekämpfte die etymologisierende Orthografie der französischen Sprache seiner Zeit.

## Werke

### Lexikografie
- Schorus digestus hoc est Delectus latinitatis, Lyon 1612 (zahlreiche Auflagen, galt als Meisterwerk der Latinistik)
- Abrégé du parallèle des langues françoise & latine, Lyon 1620 (Titelblatt nennt als Geburtsort Bonneville)
  - Parallèle des langues françoise et latine rapporté au plus près de leurs propriétés assorti des termes des arts de l’une & de l’autre langue, 4. Aufl., Paris 1631
- Ligatures des langues françoise et latine réciproquement appariées & proprement randues les unes par les autres, ou Explication des menus mots françois & latins qui sont la liaison de la structure au langage, Lyon 1629
- Invantaire des deus langues françoise et latine, assorti des plus utiles curiositez de l’un et de l’autre idiome, Lyon 1635, Genf 1973
  - Nouueau et dernier dictionaire des langues francoise et latine, Paris 1646 (letzte Bearbeitung durch Monet seines frz.-lat. Wörterbuchs)

### Weitere Werke
- Abacus romanorum rationum, Lyon 1618
- Origine, et pratique des armoiries a la gaulloise qui est la premiere partie du formulaire des arts, an françois, & an latin,  Lyon 1631
- Galliæ geographia, veteris, recentisque regionum segmentis, & laterculis designata, Lyon 1634
- Nomenclatura geographica Galliarum, Paris 1643